# Friedenskapelle (Aachen)

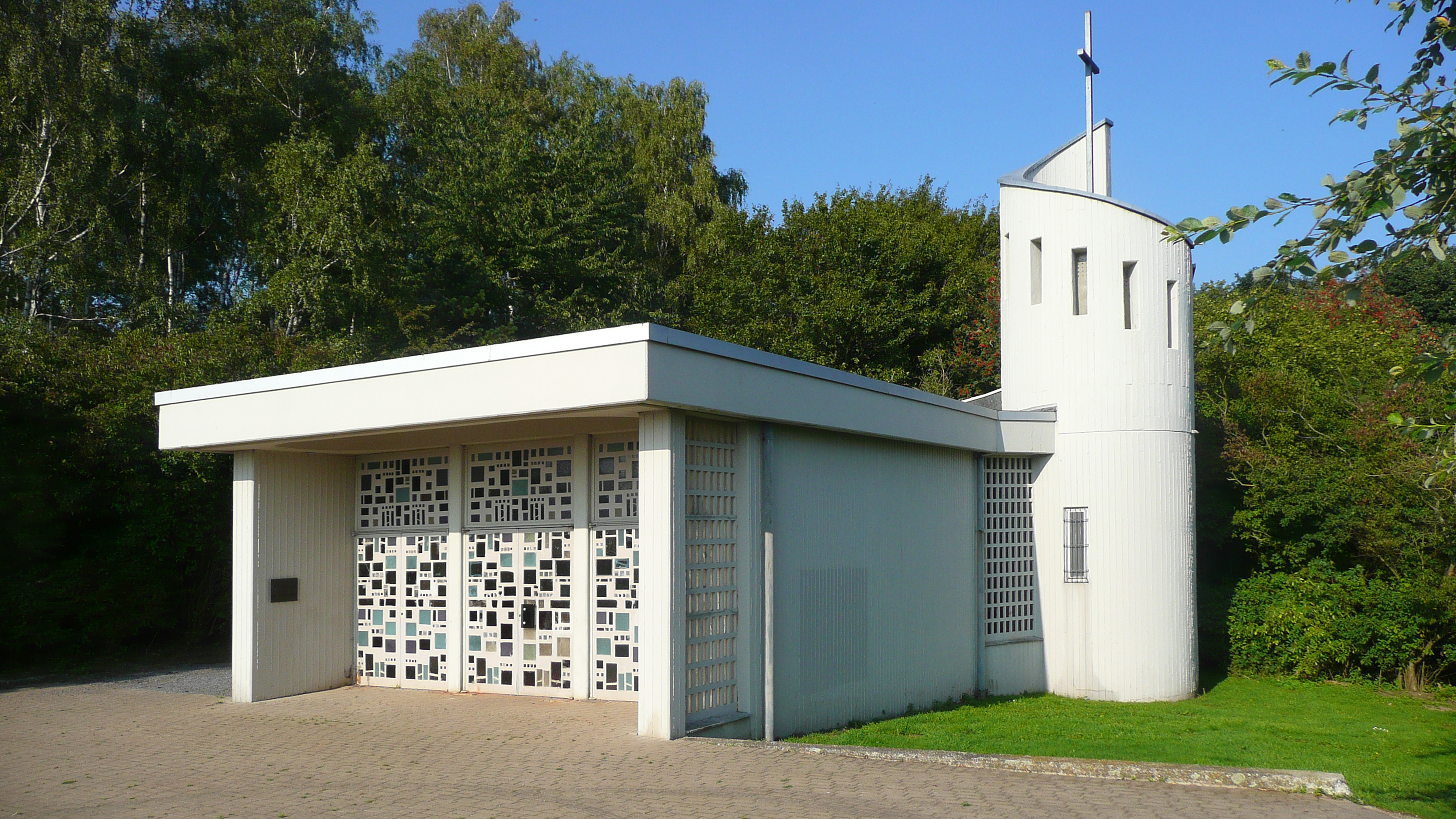
Friedenskapelle in Aachen-Haaren

Die Friedenskapelle ist ein Kirchengebäude der römisch-katholischen Kirche in Haaren, heute ein Stadtteil von Aachen. Sie liegt auf dem Haarberg und gehört zur katholischen Kirchengemeinde Aachen Nord, Christus unser Bruder. Seit 2009 steht sie unter Denkmalschutz.

## Vorgeschichte
Seit dem Mittelalter gab es von Aachen aus am Ortseingang von Haaren eine Kapelle, die dem  Patrozinium des Hl. Valentin unterstellt war. Sie wurde 1582 gründlich renoviert und 1724–1725 abgerissen und neu gebaut. Die Valentinskapelle lag nördlich der Wurm und damit auf Aachener Gebiet, gehörte aber zur Pfarrgemeinde Haaren. Das war in der Zeit vor 1802 doppelt interessant, weil Aachen damals zum Bistum Lüttich gehörte und Haaren zum Erzbistum Köln. Der Bau der Kapelle ging auf eine Stiftung zurück, weswegen regelmäßig eine Stiftermesse gelesen wurde. Im September 1944 wurde die Valentinskapelle durch Artilleriebeschuss vollständig zerstört und danach nicht wieder aufgebaut, weil sie die neue Verkehrsführung der Jülicher Straße behindert hätte.

## Planung und Bau der Friedenskapelle
Mitte der 1950er Jahre entwickelten in Haaren Pfarrer Johannes Dupont und der Gemeindedirektor Hans Sturm die Idee, als Ersatz für die verloren gegangene Kapelle an einem anderen Standort eine neue Kapelle zu bauen. Nach dem schrecklichen Kriegsgeschehen sollte die neue Kapelle dem Frieden geweiht werden, und als Standort wählte man eine Grünfläche auf dem Haarberg nahe dem Haarener Kreuz, weil dieses Gebiet 1944 besonders umkämpft war. Allerdings stand lange Zeit nicht genug Geld zur Umsetzung des Vorhabens zur Verfügung. 1967 erklärte sich der in Haaren geborene frühere Bäckermeister Karl Josef Schroeder bereit, eine größere Summe für den Bau der Kapelle zu stiften, so dass die Finanzierung nun gesichert war.
Die Gemeinde Haaren kaufte vom Wasserwerk des Landkreises Aachen das ausgewählte Grundstück, und der Architekt Paul Stollmann plante das Gebäude, mit dessen Bau Ende 1968 begonnen wurde. Am 30. November 1969 konnte die Weihe der Friedenskapelle gefeiert werden. Seitdem finden regelmäßig an Christi Himmelfahrt die Stiftermesse und weitere Messen zu besonderen Anlässen statt, so auch bei den Aachener Friedenstagen. Auch Trauungen werden an diesem besonderen Ort gerne durchgeführt.

## Gebäude

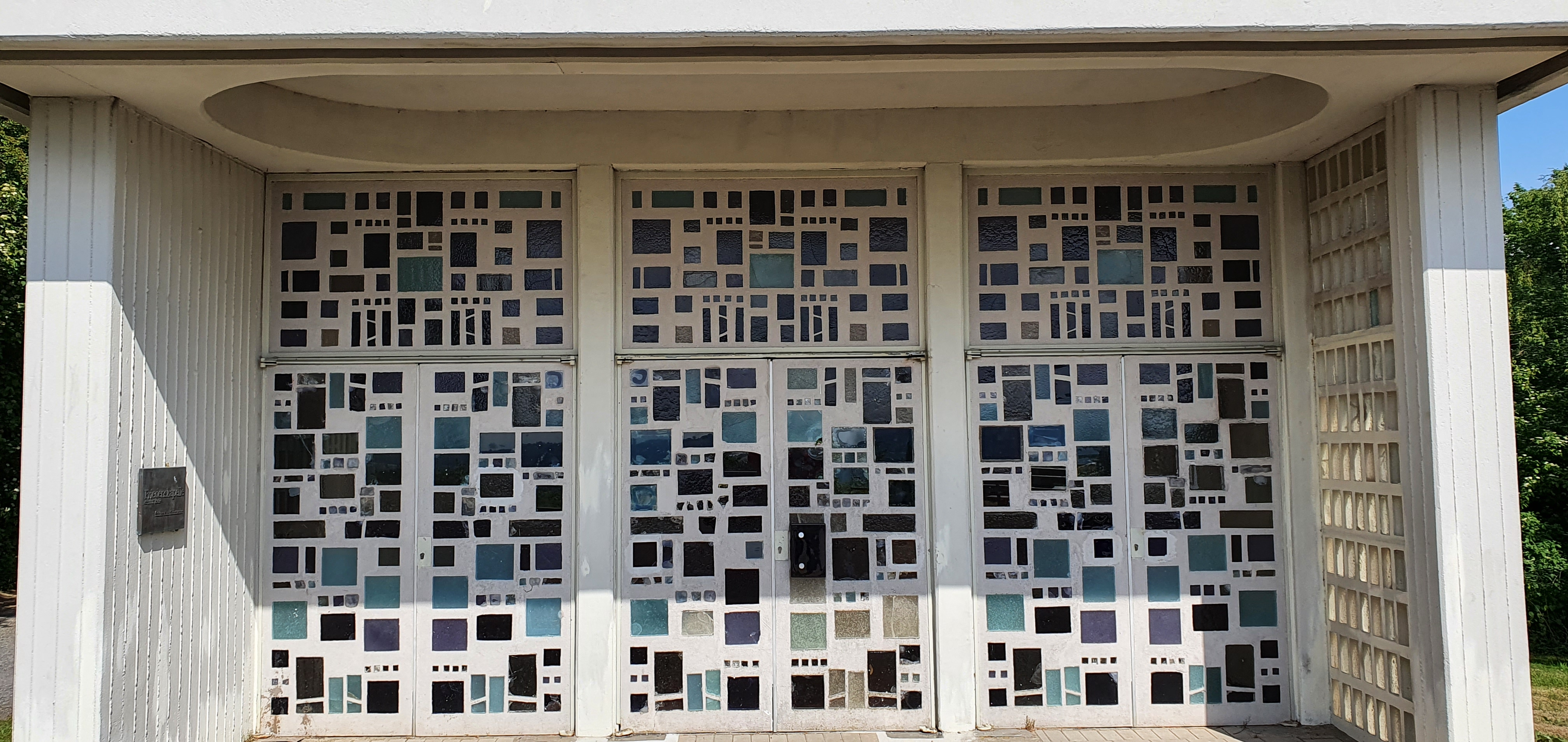
Scheibenarchitektur

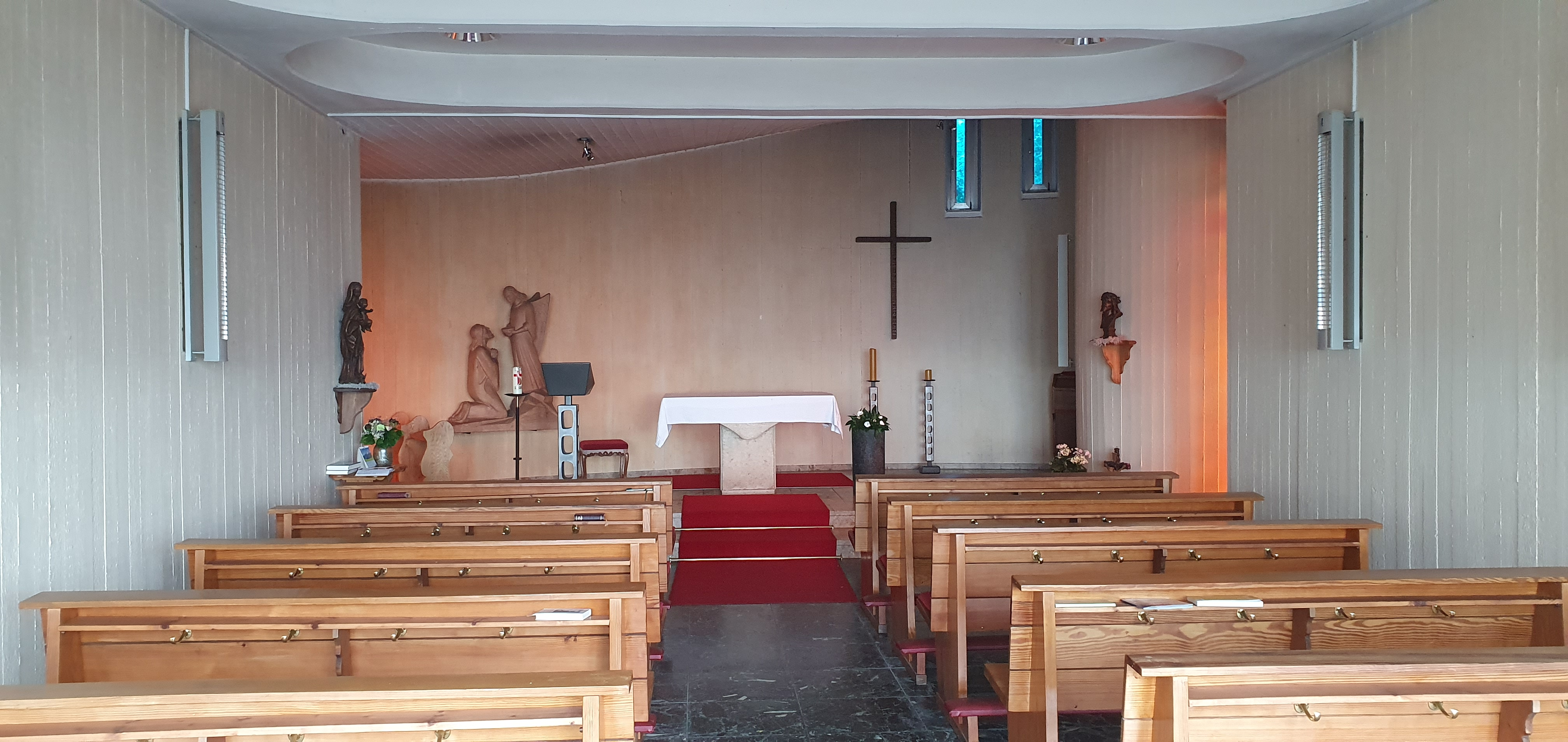
Innenraum

Der Bau, der nach Plänen von Architekt Paul Stollmann 1969 fertiggestellt wurde, besteht aus einem rechteckigen Schiff mit Vorhalle und einer sich schneckenförmig emporschraubenden Chorabschlusswand. Diese Wand bildet einen kreisrunden Raum für die Sakristei und endet in einer Turmspitze, die von einem Kreuz überragt wird. Die außergewöhnliche Form soll im Sinne des Stifters eine eingerollte Kriegsfahne symbolisieren und für den Frieden stehen. Die Ausführung ist in Beton gehalten mit einer Scheibenarchitektur aus roh geschaltem Beton und Betonglas.
Das Altarkreuz mit den Aufschriften „Ehre sei Gott in der Höhe“ und „Friede auf Erden den Menschen, die guten Willens sind“ wurde von dem Künstler Ernst Jansen-Winkeln geschaffen unter Nutzung von Holz aus dem im Zweiten Weltkrieg umkämpften Hürtgenwald. Die Glocke der Friedenskapelle stammt von der Friedrich Krupp AG und trägt die Inschrift „Christus unser Friede“.